# Croton argentealbidus
Croton argentealbidus là một loài thực vật có hoa trong họ Đại kích. Loài này được Radcl.-Sm. & Govaerts mô tả khoa học đầu tiên năm 1997.